# Gottesfreunde
Gottesfreunde bezeichnet eine religiöse Bewegung im Umfeld der deutschen Mystik des 14. Jahrhunderts, die sich nicht in festen Strukturen organisierte und daher im Einzelnen schwer abgrenzbar ist.

## Unspezifische Verwendung des Begriffs
Der Begriff „Gottesfreunde“ geht auf die Bibel zurück. Dort werden beispielsweise Abraham und Moses wegen ihres gottgefälligen Lebens als „Freunde Gottes“ bezeichnet (Exodus 33,11; 2. Chronik 20,7). Der Begriff kommt ebenfalls im Johannesevangelium (Joh 15,15) vor: „Ich nenne euch nicht mehr Knechte, […] sondern ich habe euch Freunde genannt.“ Ferner wird im Prolog zum Lukas-Evangelium (Luk 1.,3) "Theophilos" erwähnt, was wiederum als ein Verweis auf einen "Gottesfreund" gedeutet werden sollte. Er wird dann bei Gregor von Nazianz und Augustinus im Sinne einer christlichen Theologie und Spiritualität verwendet. Im Mittelalter wird der Begriff als Beinamen für biblische Gestalten und für die „wahrhaft Frommen“ verwandt, also jene, die sich von der Welt abkehren und zu Gott hinwenden. In diesem unspezifischen Sinn bezeichneten sich im Mittelalter eine Vielzahl von Personen und Gruppen als „Gottesfreunde“. So etwa die  häretischen Bogumilen auf dem Balkan. Aber auch „rechtgläubige“ Christen verwendeten den Begriff. So spielen etwa in der Mystik von Jan van Ruysbroek die Kategorien „geheime Freunde“ und  „verborgene Söhne“ Gottes eine Rolle.

## Die „Gottesfreunde“ im 14. Jahrhundert
Der Begriff „Gottesfreunde“ impliziert die historischen Voraussetzungen und den Aspekt der Selbstzuschreibung rund um Rulman Merswin und seinen Schüler Nikolaus von Löwen, die sich folgendermaßen charakterisieren lassen könnte: Als „Gottesfreunde“ bezeichnete man Laien beiderlei Geschlechts mit weltlichen Berufen, denen man eine besondere Gottesbeziehung nachsagte, daneben gehörten aber auch Nonnen, Mönche und Priester zu ihnen. Eines ihrer Kennzeichen ist die religiöse Aufwertung der in weltlichen Berufen lebenden Laien gegenüber den Geistlichen. Ihr Schrifttum ist dementsprechend auf Deutsch und nicht auf Latein verfasst. Sie waren keine organisierte Gemeinschaft, sondern eine nicht klar abgrenzbare Gruppierung von Menschen, die ihren Glauben besonders intensiv und verinnerlicht leben wollten. In lockerer Verbindung zu diesem Kreis, vor allem zum Straßburger Kaufmann Rulman Merswin stand der bekannte, in deutscher Sprache schreibende Mystiker Johannes Tauler, der den Begriff „Gottesfreunde“ in seinen Predigten mehrfach verwendete. Auch die mit  Tauler persönlich bekannten Mystiker Margareta Ebner und Heinrich von Nördlingen hatten Kontakt zu der Bewegung, nicht aber Meister Eckhart, auch wenn seine Schriften von den „Gottesfreunden“ vermutlich gelesen wurden. Die Gruppierung hatte keine lange Geschichte, auch wenn ihr Gedankengut nicht ohne Einfluss blieb. Peter Dinzelbacher schreibt dazu: „Wenige Jahrzehnte nach Taulers Tod hört man nichts mehr von den Gottesfreunden. Ihr Anliegen aber lebt in der Erbauungsliteratur weiter und kam zum Teil im Pietismus und in der Erweckungsbewegung neu zur Geltung.“

## Der „Gottesfreund vom Oberland“
Als Autor mehrerer Traktate, die im Kreis um Rulman Merswin gelesen wurden,  wird ein geheimnisvoller, mystisch begabter  „Gottesfreund vom Oberland“ genannt. Merswin behauptete, die fraglichen Schriften direkt von diesem „Gottesfreund“, den er 1351 kennengelernt haben will, erhalten zu haben. Die Forschung geht heute aber mehrheitlich davon aus, dass nicht der „Gottesfreund“ Autor der besagten Schriften war, sondern möglicherweise Rulman Merswin selbst. Dafür spricht besonders, dass nach dem Tod Merswins keine neuen Schriften des „Gottesfreundes vom Oberland“ mehr auftauchten. Es handelt sich also mit hoher Wahrscheinlichkeit um eine fiktive literarische Figur. In der älteren Forschung wurde allerdings mehrfach versucht, den „Gottesfreund“ mit einer historischen Person zu identifizieren, etwa mit dem um 1395 in Wien verbrannten Nikolaus von Basel. Jedoch ist „die Identifizierung N(ikolaus') mit dem sagenhaften Gottesfreund vom Oberland“ längst widerlegt.

## Verbreitungsgebiet der „Gottesfreunde“ des 14. Jahrhunderts
Verbreitungsgebiet war vor allem der südwestdeutsche und schweizerische Raum, besonders am Oberrhein. Es gab mehrere Zentren dieser Bewegung, eine davon war eine lockere Gruppe, die sich zwischen 1339 und 1343 in Basel bildete. Daneben gab es Anhänger dieser mystischen Richtung in Strassburg um Rulman Merswin, und in Köln.